# Ramularia curvula
Ramularia curvula (Desm.) Sacc. – gatunek grzybów z klasy Dothideomycetes. Grzyb mikroskopijny, fitopatogen pasożytujący na gryce zwyczajnej (Fagopyrum esculentum). Powoduje plamistość liści.

## Systematyka i nazewnictwo
Pozycja w klasyfikacji według Index Fungorum: Ramularia, Mycosphaerellaceae, Capnodiales, Dothideomycetidae, Dothideomycetes, Pezizomycotina, Ascomycota, Fungi.
Gatunek ten opisał François Fautrey w 1881 r. Według Index Fungorum jest to takson niepewny. Syntypy sprawdzone przez A. Brauna w 1998 r. okazały się sterylne. Znalezione w Polsce okazy nie zachowały się, brak więc możliwości ich sprawdzenia.
Ramularia curvula w Polsce opisana została na 10 stanowiskach przez A. Zgórkiewicza. Monofag występujący tylko na gryce pospolitej.

## Charakterystyka
Na porażonych roślinach powoduje powstawanie słabo widocznych, brunatnawych plam pokrytych białym nalotem.
Endobiont, jego grzybnia jest zanurzona w tkankach rośliny. Konidia powstają w łańcuszkach. Są dwu lub trzykomórkowe, cylindryczne, o wymiarach 13–25 × 4–5 μm.

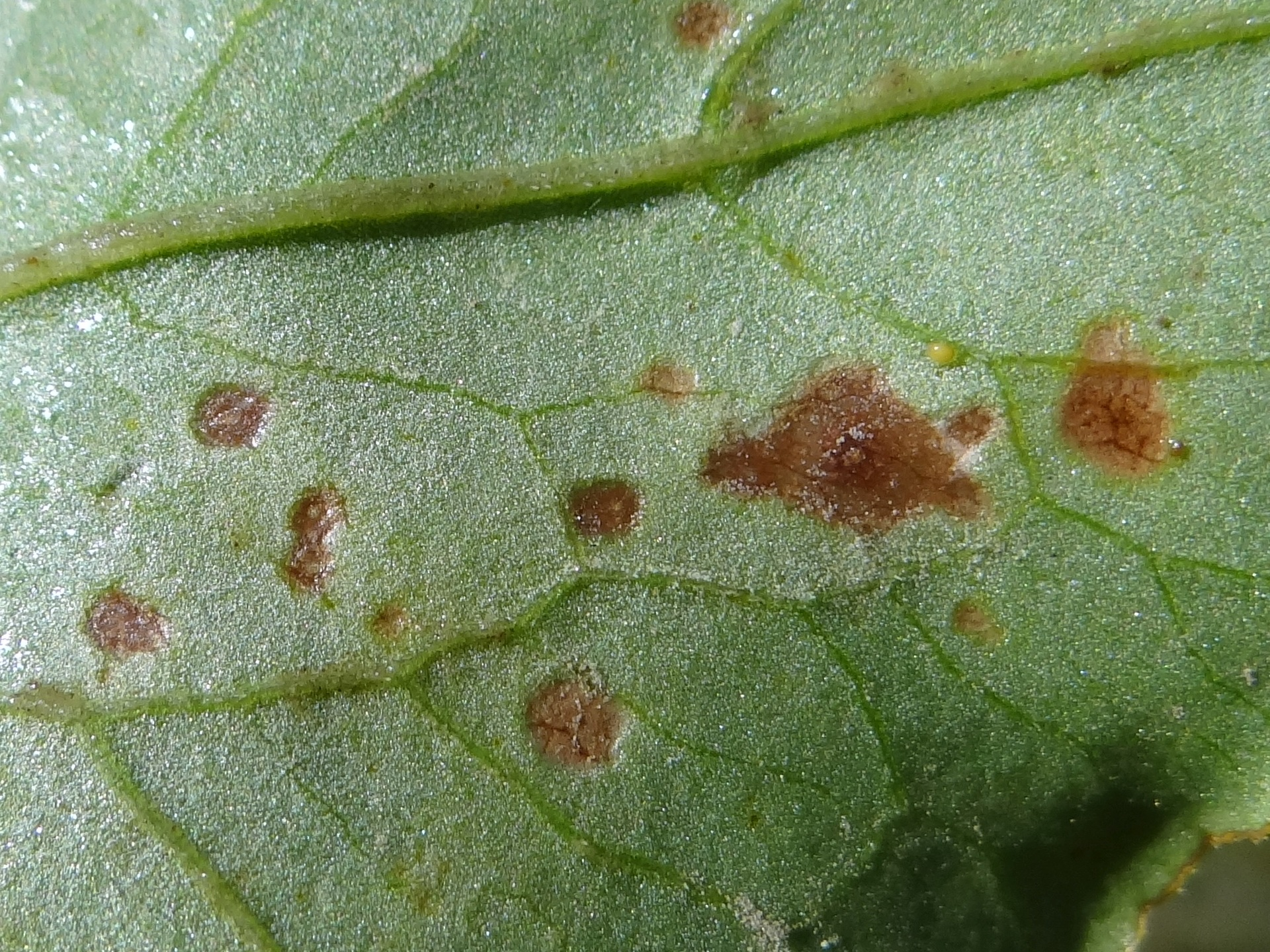
Plamy na dolnej stronie liścia gryki zwyczajnej